# Lira (Oeganda)
Lira is een stad in het noorden van Oeganda. Het heeft ongeveer 120.000 inwoners en is daarmee de tweede stad van Oeganda. Het is de hoofdstad van het gelijknamige district. Het volk de Langi leeft hier. Lira is bekend geworden door de textielindustrie. De stad is aangesloten op de weg van Pakwach naar Mbale en wordt voornamelijk voor goederenvervoer gebruikt. Er is tevens een kleine luchthaven bij de stad.
Sinds 1968 is Lira de zetel van een rooms-katholiek bisdom.

## Geboren
- John Akii-Bua (3 december 1949), hordeloper